# Kutynizacja
Kutynizacja – proces polegający na odkładaniu kutyny wewnątrz ściany komórkowej, między warstewkami celulozy. W jego wyniku powstaje warstwa kutykularna (skutykularyzowana) ściany komórkowej. Proces ma charakter pośredni między adkrustacją i inkrustacją. Podobny proces kutykularyzacji polega na wydzielaniu kutyny poza ścianę komórkową komórek zewnętrznych rośliny – prowadzi do wytworzenia warstwy ograniczającej parowanie rośliny – kutykuli.